# Osječani Gornji
Osječani Gornji (szerbül: Осјечани Горњи), település Bosznia-Hercegovinában, a Szerb Köztársaság északi régiójában Doboj községben. 

## Fekvése
A település Bosznia-Hercegovina északi részén, Dobojtól légvonalban 13, közúton 19 km-re északra, a Trebava-hegység északnyugati peremén, a Boszna-folyó jobb partján, 128-325 méteres magasságban található. A településen halad át az 1893-ban épült Doboj – Modriča út. Osječaniban található vasútállomás is.

## Népessége
| Nemzetiségi csoport | Népesség 1991 | Népesség 2013 |
| ------------------- | ------------- | ------------- |
| Szerb               | 1205          | 1126          |
| Bosnyák             | 5             | 1             |
| Horvát              | 9             | 7             |
| Jugoszláv           | 30            | 0             |
| Egyéb               | 10            | 13            |
| Összesen            | 1259          | 1147          |

## Története
A Rastika nevű településrészen egy 3. vagy 4. századi római mezőgazdasági birtok maradványait találták meg, ahol a szolgáló római katonák élelmiszert termeltek és lovakat tenyésztettek a hadsereg számára.
A falu neve az „odjeci” szóból származik, abban az értelemben, hogy a falut egykor elvágták, elválasztották. A régi falusiak a falu nevének eredetéről azt mesélik, hogy ez a terület egykor a gradačaci bég földjéhez tartozott, majd a falusiak fellázadtak, és elvágták tőle, és így alakították meg a falut. A település régi központja a Telica folyó mellett feküdt, ahol a legenda szerint egy régi templom állt. 1858-ban Osječaniban tört ki a trebavai lázadás az oszmán kormány ellen. A felkelést Pavle Trifunović főpap vezette, akit az oszmánok 1858-ban Osječaniban, a saját házának küszöbén öltek meg.
A település 1878-ig tartozott az Oszmán Birodalomhoz, ekkor a berlini kongresszus határozata alapján az Osztrák-Magyar Monarchia része lett. 1879-ben az első osztrák-magyar népszámlálás során a Gračanicai járáshoz tartozó településnek 81 háztartása és 542 ortodox lakosa volt. 1910-ben a Gračanicai járáshoz tartozó településen 138 háztartást és 733 ortodox lakost találtak. Az első világháború alatt nagyszámú osječani katona vett részt a szaloniki front áttörésében. A monarchia szétesésével 1918-ban előbb a Szerb-Horvát-Szlovén Királyság, majd 1929-től a Jugoszláv Királyság része lett. 1921-ben a Gradačac járáshoz tartozó községnek 744 lakosa volt, melyből 740 ortodox szerb, 2 római katolikus és 2 muszlim volt. Az 1929-es törvény értelmében, amikor Bosznia-Hercegovinát négy banovinára, Drinskára, Vrbaskára, Zetskára és Primorskára osztották, a település a Vrbaska banovina része lett, amelynek székhelye Banja Luka volt.
A második világháborúban Jugoszlávia megszállása után a Független Horvát Állam (NDH) része lett. A háborúban a doboji fronton az első lövéseket 1941. augusztus 23-án Osječaniban adták le, amikor a szerb felkelők Tito felhívására  megtámadták a helyi csendőrlaktanyát. A második világháború után 1992-ig a település a szocialista Jugoszlávia keretében a Bosznia-Hercegovinai Népköztársaság, valamint Gračanica község része volt. A vasút a második világháború után épült meg, a település központja pedig a vasút oldalára helyeződött át, ahol felépítették a Művelődési Házat és ide költöztették az iskolát is. A vasút megépítése előtt a település központja a Boldogságos Szűz Mária Bemutatása templom közelében helyezkedett el. A boszniai háborút lezáró daytoni békeszerződés rendelkezése alapján az ország területét felosztották a Bosznia-hercegovinai Föderáció és a boszniai Szerb Köztársaság között. A békeszerződés utáni területmegosztási megállapodás értelmében a település a Boszniai Szerb Köztársasághoz és Doboj községhez került. 

## Oktatás
A rendelkezésre álló adatok szerint az első iskolát 1852-ben alapították, bár a lakosok szerint 1830 óta létezik. Az első iskolát a régi fatemplom, a jelenlegi Boldogságos Szűz Mária Bemutatása templom melletti területen építették fel. Az iskola azonban leégett, de a templom 1881-es felépítése után újjáépítették.

## Nevezetességei
- A Szerb Ortodox Egyház temploma (Donji Osječniban) az Istenszülő bemutatásának tiszteletére van felszentelve. A templom közvetlenül az osztrák-magyar megszállás után, 1881-ben épült, amikor a szerbek az oszmán megszállás után először építhettek szilárd anyagból templomokat. A templomot Osječani és a környező falvak lakói két éven át közösen építették fel. A templomot 1964-ben, majd 1981-ben és 1998-ban újították fel. 2001-ben egy új ikonosztázt állítottak a régi helyére, amelyet Vaszilje Kačavenda, Zvornik-Tuzla püspöke szentelt fel. A jelenlegi templom építése előtt három fatemplom állt a település környékén, amelyeket az oszmánok felégettek. A templomon az oszmán elleni felkelés vezetője, Pavel Trifunović emlékére emléktáblát helyeztek el. Az emléktáblán a következő felirat olvasható: „Pavel Trifunović emlékére, aki 1858-ban Osječani népét vezette a törökök elleni trebávai-felkelésben. Osječani és Trebava népe, az Úr 2008. évében.”.[4]

- A faluban található a Szent Vaszilij Ostroški tiszteletére szentelt ortodox templom is. A templom csak különleges alkalmakkor van nyitva.

## Fordítás
- Ez a szócikk részben vagy egészben  a(z)   Осјечани Доњи című szerb Wikipédia-szócikk ezen változatának fordításán alapul.  Az eredeti cikk szerkesztőit annak laptörténete sorolja fel. Ez a jelzés csupán a megfogalmazás eredetét és a szerzői jogokat jelzi, nem szolgál a cikkben szereplő információk forrásmegjelöléseként.